# ファイバースコープ

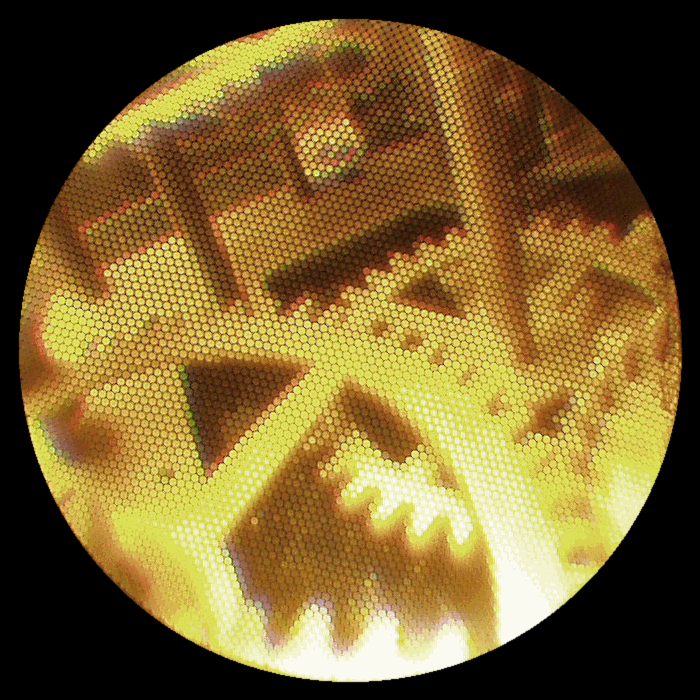
低品質のファイバースコープで見たアンティーク時計の内部。一つ一つのファイバーにはある色が通っているだけなので、個々のファイバーを識別できることに注意。

ファイバースコープ（fiberscope）とは、柔軟性のある光ファイバーを束にして、その一端にレンズを、もう一端にアイピースを取り付けたものである。先端から取り入れた画像を管を通して反対側から手に入れることができる。不透明な物体の内部を見る際に、わずかなすき間がある場合、そのすき間からこれを挿入すると内部の様子を見ることができる。また、柔軟性を持っているため、見る対象の内部が曲がっていてもそれに沿って入れることができる。
レンズには広角レンズが使われていることが多く、アイピースの代わりにカメラが接続されることもある。外部から導光して目標物を照明するための光ファイバーを持ち、より鮮明な視野を得られるファイバースコープもある。
現代のナイトビジョンと同様に、どのファイバースコープでも、ある程度は映像に歪みを生じる。
1990年代には光ファイバーの束で映像を投影するファイバースコープから、超小型撮像素子（CCD）をスコープ先端に配置したビデオスコープに世代交代が進んでいる。一般的にビデオスコープの解像度はファイバースコープの10倍以上と言われ、より精細な検査が出来るようになった。ビデオスコープは映像をケーブルで電送するため、ファイバースコープでは実現できなかった10メートルを超える長さが可能になり、使用用途が大きく広がっている。また、2005年頃からランプを使った光源の代わりに高輝度LED照明をスコープ先端に配置することで、低消費電力バッテリ駆動、画像記録機能付き小型化、挿入部の耐久性向上が実現している。

## 使用用途
機械分野では目的の部分へ簡単にはアクセスできないほど高密度に実装されている装置の内部を点検するために使われている。
医療用内視鏡、災害救助用スコープ、機械加工、コンピュータの修理、スパイ活動、錠前業、金庫破り、コンピュータフォレンジック (computer forensics) など、ファイバースコープは幅広い分野で使われている。